# 액티브무비
액티브무비(ActiveMovie)는 마이크로소프트가 비디오 포 윈도우를 대체하기 위해 개발한 소프트웨어의 하나로서, 윈도우 미디어 플레이어 6.x의 중간 조상이었으며 현재 다이렉트쇼로 알려져 있는 스트리밍 미디어 기술이었다. 액티브무비를 통해 사용자는 인터넷, 인트라넷, CD-ROM을 통해 배급되는 미디어 스트림을 볼 수 있다.
원래 1996년 3월 발표된 최초 버전은 1996년 5월 인터넷 익스플로러 3.0 베타 버전에 번들되면서 출시되었다.
액티브무비가 설치되었을 때 시작 메뉴에 "액티브무비 컨트롤"을 시작하는 옵션이 추가되었다. 이를 통해 사용자들은 기초적인 미디어 플레이어로 멀티미디어 파일을 재생할 수 있었다.
1997년 3월, 마이크로소프트는 액티브무비가 DirectX 기술 집합의 일부가 될 것이라고 발표하였으며, 7월 다이렉트쇼를 가리키는 의미가 되었다.
버전 5.2의 윈도우 미디어 플레이어는 설치 시 시작 메뉴에서 "액티브무비 컨트롤" 아이콘을 제거한다. 마이크로소프트는 웹사이트에 아이콘의 재설치 안내서를 제공하였다.

## 같이 보기
- ChromEffects
- 윈도우 미디어 플레이어